# Localhost
V počítačové terminologii znamená localhost odkaz na právě používaný počítač. Localhost odkazuje na speciální vyhrazenou IP adresu 127.0.0.1 v protokolu IPv4, nebo ::1 v protokolu IPv6, která může být použita aplikacemi místního počítače používající protokol TCP/IP a mohou tuto smyčku použít pro komunikaci sama se sebou, pokud je to potřeba.
Pomocí localhost je možno prověřit stav TCP/IP stacku vlastního počítače. Pokud se provede příkaz ping na localhost a tento odpovídá, je zřejmé, že TCP/IP stack funguje jak má. Pokud tento příkaz je bez odezvy, je v systému chyba.
Stav TCP/IP stacku je možno zkontrolovat nástrojem typu ifconfig.

## Kde jej hledat
Umístění souboru hosts závisí na operačním systému, který používáte.
- Windows 2000, XP, Vista, 7 , 8, 10 - c:\windows\system32\drivers\etc\hosts
- Windows 9x - c:\windows\hosts
- Linux - /etc/hosts
- Mac OS X - /private/etc/hosts nebo /etc/hosts (/etc je pouze symbolický odkaz na /private/etc/hosts)